# Liad Suez
Liad Suez, coniugata Karni (in ebraico ליעד סואץ-קרני‎?; Haifa, 21 aprile 1981), è un'ex cestista israeliana.
Alta 188 cm, giocava come ala.

## Carriera
Con Israele ha disputato quattro edizioni dei Campionati europei (2003, 2007, 2009, 2011).